# Acalypha confertiflora
Acalypha confertiflora är en törelväxtart som beskrevs av Ferdinand Albin Pax och Käthe Hoffmann. Acalypha confertiflora ingår i släktet akalyfor, och familjen törelväxter. Inga underarter finns listade i Catalogue of Life.